# صوفا (إسرائيل)
صوفا ( (بالعبرية: סוּפָה‏) ह) هو تجمع سكاني في جنوب إسرائيل تقع في منطقة هيفيل شالوم في شمال غرب صحراء النقب، وتقع ضمن المجلس أشكول الإقليمي. في 2019 كان عدد سكانها 211. في السابق كان يوجد معبر حدودي بين إسرائيل وقطاع غزة يحمل اسم معبر صوفا يقع في مكان قريب، لكن إسرائيل أغلقته نهائيًا في عام 2008.

## التجمع السكاني
ظهرت منطقة صوفا عام 1982 على يد سكان سكنوا سابقا في صوفا في سيناء، وهي مستوطنة إسرائيلية في سيناء تم إخلاؤها كجزء من معاهدة السلام المصرية الإسرائيلية. اسم المكان يأتي من العواصف الترابية الشديدة التي حدثت في المستوطنة الأصلية. لاحقا كانت صوفا إحدى المناطق التي خضعت لفترة وجيزة لسيطرة حماس خلال الحرب بين إسرائيل وحماس عام 2023.

## معبر صوفا
كتن يُستخدم معبر صوفا الحدودي من قِبَل الفلسطينيين العاملين في المزارع الإسرائيلية. خلال الانتفاضة الثانية (2000-2005). تعرض المعبر الحدودي والقاعدة العسكرية المجاورة له لعدة هجمات، وكان المعبر يُغلق بشكل متقطع. وفي أكتوبر 2007، أُغلِق المعبر، وبقي معبر كرم أبو سالم كنقطة الدخول الوحيدة. وفي نوفمبر 2007، وعلى الرغم من اعتراضات الجيش الإسرائيلي، قرر نائب وزير الدفاع ماتان فيلناي إعادة فتح المعبر. ثم استُخدِم لنقل المساعدات الإنسانية إلى قطاع غزة.

## إغلاق المعبر
في مايو 2008 تم إغلاق المعبر مرة أخرى بعد هجوم بقذائف الهاون أدى إلى إصابة جندي في الجيش. وبعد بضعة أيام، احتج آلاف الفلسطينيين على الحصار الإسرائيلي. وتم التبليغ عن إصابة ستة أشخاص برصاص القوات الإسرائيلية في تلك الحادثة. وفي 1 يونيو، احتج نحو أربعين مزارعًا إسرائيليًا عند المعبر؛ في محاولة لوقف نقل البضائع إلى قطاع غزة على الرغم من استمرار وابل صواريخ القسام. ونتيجة لذلك، أُغلِق معبر صوفا الحدودي نهائيًا في عام 2008.

## روابط خارجية
- الموقع الرسمي باللغة العبرية
- مركز معلومات صوفا النقب